# Langues mnong
Les langues mnong, ou le mnong et ses dialectes, aussi appelé pnong ou bunong, sont des langues du sous-groupe bahnarique dans la famille des langues austroasiatiques. Elles sont parlées par différents groupes mnongs au Vietnam et un groupe mnong au Cambodge.

## Classification
Les principaux groupes de dialectes mnong sont :
- Mnong oriental;
- Mnong méridional-central :
  - Kraol (Cambodge);
  - Mnong central, aussi appelé phnong;
  - Mnong méridional.